# Sommarfläder

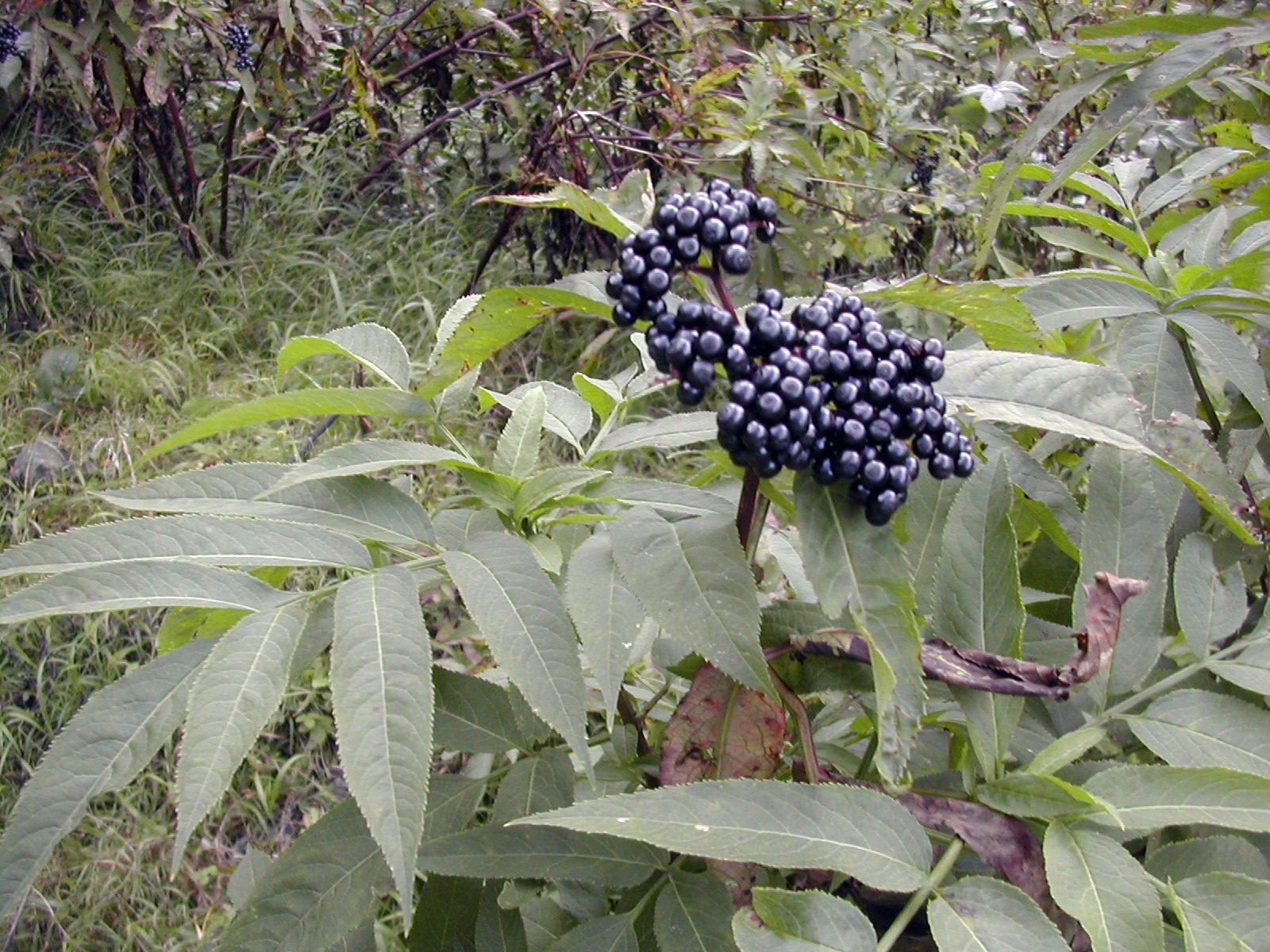
Sommarfläder i frukt.

Sommarfläder (Sambucus ebulus), även kallad sommarhyll är en växtart i familjen desmeknoppsväxter. 

## Beskrivning
Sommarfläder är en liten buske eller perenn, men odlas mest som ettårig. Den har vita, kraftigt doftande femtaliga blommor som sitter i platta klasar i toppen på varje stjälk. Bladen är parbladigt sammansatta. Frukten är en svartglänsande stenfrukt. Allt hos sommarflädern är giftigt, och förgiftningar efter att någon har ätit bär kan vara dödliga.[källa behövs]

## Bygdemål
Sommarflädern har eller har haft en mängd lokala och dialektala namn. Några exempel:
| Namn               | Trakt                    |
| ------------------ | ------------------------ |
| Fäulbom            | Gotland                  |
| Hill               | Östergötland             |
| Hyll               | Blekinge, Gotland, Skåne |
| Hylletöj           | Norra Blekinge           |
| Höll               | Västergötland            |
| Hyllätre, hölleträ | Gotland                  |

## Folktro
Referens:
I Skåne vördade man ännu på sen tid en gudomlighet som var förknippad med hyllen, Hyllefruen. Därför undvek man att avverka hyll.
Även i Danmark hade man en liknande uppfattning. Det väsen man där hyllade kallades Hylmoer eller Hyldekvind. Namnet lär förknippas med gudinnan Hildi, som förekommer i danska folksägner. (Hildi torde vara det samma som danska Hilde med motsvarigheten Hilda i svensk mytologi.)
I Skåne undvek man att sätta sig eller lägga sig under en hyl, ty då kunde man bli hylleblåst (även kallat hyllebläster). Detta innebar att man fick rödfläckiga utslag på kroppen. Utslagen kallades hyllebläst eller hylleskåll. Det fanns två möjligheter att fördriva sjukdomen:
- Man kunde under tystnad, gärna efter solnedgången, tvätta sig med nymjölkad mjölk, och under fortsatt tystnad slå ut mjölken under den hyll som orsakat utslagen. Det kunde duga även med en annan hyll.
- Alternativt kunde en person, som var född på en torsdag eller en söndag, med eldstål slå gnistor över den drabbade.

I Småland har sommarfläder kallats mandråpsört eller mannablod och ansetts växa på platser där svenskar och danskars blod blandats på slagfältet.